# HC Nijkerk
HC Nijkerk is een Nederlandse hockeyclub uit de Gelderse plaats Nijkerk.
De club werd opgericht op 26 april 1983 en speelt op Sportpark Watergoor, waar ook een tennisvereniging is gevestigd. De eerste heren- en damesteams komen in het seizoen 2019/20 beide uit in de Vierde klasse van de Koninklijke Nederlandse Hockeybond.